# Jean-Jacques Ampère

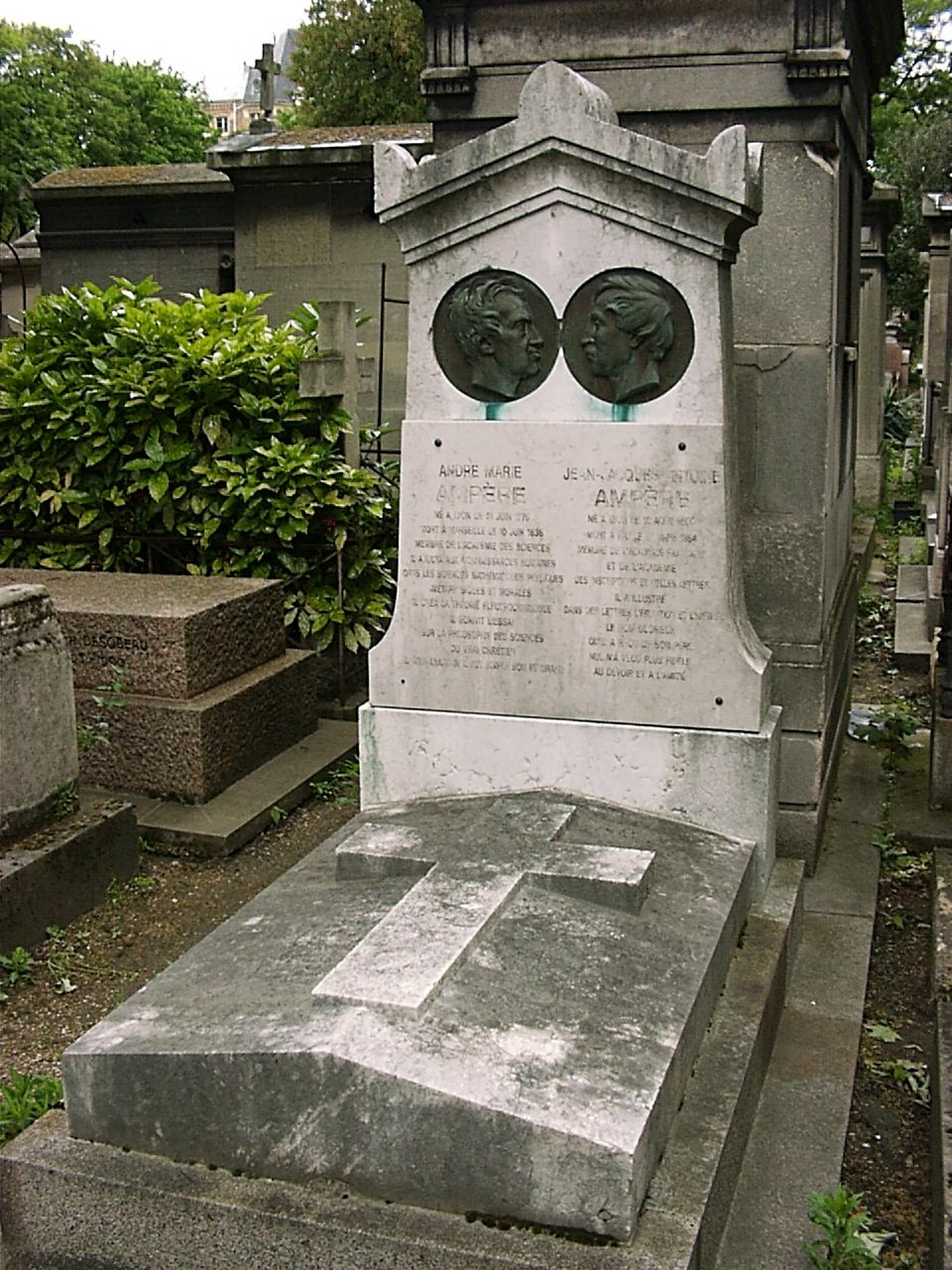
Grobowiec pisarza i jego ojca na Cmentarzu Montmartre

Jean-Jacques Ampère (ur. 12 sierpnia 1800 w Lyonie, zm. 27 marca 1864 w Pau) – francuski historyk, filolog i literat; oficer Legii Honorowej (1846).

## Życiorys
Był jedynym synem fizyka André-Marie Ampera. Matka Jean-Jacques’a zmarła, gdy był niemowlęciem.
Studiował kulturę ludową i poezję popularną północnej Europy, w tym krajów skandynawskich. Po powrocie do Francji w 1830 wygłosił serię wykładów na temat poezji niemieckiej i skandynawskiej w Ateneum marsylskim. Te ukazały się drukiem w De l'histoire de la poésie (1830). Były one pierwszym (tego typu) zbiorem epickich utworów niemieckich i skandynawskich, na rynku francuskim.
Po przeprowadzce do Paryża, nauczał na Sorbonie i został profesorem historii literatury francuskiej w Collège de France (Kolegium Francuskie). Podróż po Afryce Północnej (1841) zainicjowała dalsze, w których odwiedził Grecję i Włochy w towarzystwie m.in. Prospera Mériméa. Zaowocowało to wydaniem La Grèce, Rome et Dante : étude littéraires d'après nature (1850)) Jean-Jacques Ampère popularyzował także studium Dantego we Francji. Pisał dla różnych czasopism, w tym „Revue française”, opinie teatru Globe i liczne artykuły o literaturze, historii, historii języka francuskiego i historii literatury.
W 1848 został członkiem Académie Française, a w 1851 odwiedził Amerykę. Od tego czasu zajmował się głównym dziełem L'histoire romaine à Rome (wydanie 4-tomowe, (1856-1864)), aż do swojej śmierci w Pau. Zmarł 27 marca 1864 na cholerę.

## Ważniejsze publikacje
- De l'histoire de la poésie (1830),
- De la littérature française dans ses rapports avec les littératures étrangères au moyen âge (1833),
- Littérature et voyages: Allemagne et Scandinavie (1833),
- Histoire littéraire de la France avant le XIIe siècle (1839),
- Histoire de la littérature au moyen âge. De la formation de la langue française (1841),
- Ballanche (1849),
- La Grèce, Rome et Dante: études littéraires d'après nature (1848),
- Littérature, voyages et poésies (1848),
- Proménade en Amérique: États-Unis, Cuba et Mexique (1854),
- L'histoire romaine à Rome (1856-1864),
- César, scènes historiques (1859),
- Promenade en Amérique (1860),
- La science et les lettres en Orient (1865),
- Mélanges d'histoire et de littérature (1867).
- L'Empire romain à Rome (1867),
- Voyage en Égypte et en Nubie (1868),
- Christian ou l'année romaine (1887).